# 9673 Kunishimakoto
A 9673 Kunishimakoto (ideiglenes jelöléssel 1997 UC25) a Naprendszer kisbolygóövében található aszteroida. S. Otomo fedezte fel 1997. október 25-én.